# Mecistoptera angulata
Mecistoptera angulata là một loài bướm đêm trong họ Erebidae.